# توسعه‌دهنده نرم‌افزار
تولیدکننده نرم‌افزار
یا توسعه دهنده نرم‌افزار (به انگلیسی: Software developer) در مبحث توسعهٔ نرم‌افزار به هر کسی گفته می‌شود که بخشی از فرایند تولید نرم‌افزار را برعهده داشته باشد؛ یعنی هر یک از موقعیت‌های زیر جزو توسعه‌دهندگان محسوب می‌شوند:
1. مدیر پروژهٔ نرم‌افزار
2. تحلیل‌گر کسب و کار نرم‌افزار
3. طراح نرم‌افزار
4. برنامه‌نویس
5. آزمون‌گر نرم‌افزار

برای هر برنامه یا نرم‌افزاری ممکن است تمام یا بخشی از اعضای این تیم حاضر باشند.